# Журнал мод
«Журна́л мод» (англ. Just Shoot Me!) — американский комедийный телесериал (ситком), выходивший на канале NBC с 4 марта 1997 года по 16 августа 2003, за это время было снято 148 серий, разделенных на 7 сезонов.
Начиная с первых серий шоу стало конкурентоспособным хитом, выигрывая свой временной слот Just Shoot Me! После успешного первого сезона сериал переехал со вторника на четверг и выходил в линейке «Must See TV» вместе с сериалом «Друзья».
Пик рейтинговых успехов пришёлся на четвёртый сезон с демо 6.1/16. В седьмом сезоне шоу переехало на 8 вечера вторника, один из самых сложных слотов канала, и потерпело значительное падение рейтингов, вследствие чего было закрыто.
Шоу было номинировано на шесть наград «Эмми» и семь наград «Золотой глобус».

## В ролях
- Лора Сан Джакомо — Майя Галло
- Уэнди Мэлик — Нина Ван Хорн
- Энрико Колантони — Эллиот Димауро
- Дэвид Спейд — Деннис Финч
- Джордж Сигал — Джек Галло
- Крис Хоган — Уолли Дик (1997)
- Рена Софер — Вики Коста (2002—2003)

### Приглашенные звезды
В разные годы в сериале появились Ребекка Ромейн, Брайан Деннехи, Брук Шилдс, Сибилл Шеперд, Стив Карелл, Том Кенни, Стивен Рут, Тиффани Тиссен, Джордж Лукас, Кевин Сорбо, Кармен Электра, Рэй Лиотта, Snoop Dogg, Тайра Бэнкс, Стивен Данам и многие другие.